# 1988년 하계 올림픽 아랍에미리트 선수단
아랍에미리트는 1988년 9월 17일부터 10월 2일까지 대한민국 서울에서 열린 제24회 하계 올림픽에 선수단을 파견했다.

## 출전 선수
| 종목   | 남자 | 여자 | 전체 |
| ------ | ---- | ---- | ---- |
| 사이클 | 6    | 0    | 6    |
| 수영   | 6    | 0    | 6    |
| 전체   | 12   | 0    | 12   |

## 같이 보기
- 올림픽 아랍에미리트 선수단